# Labeobarbus polylepis

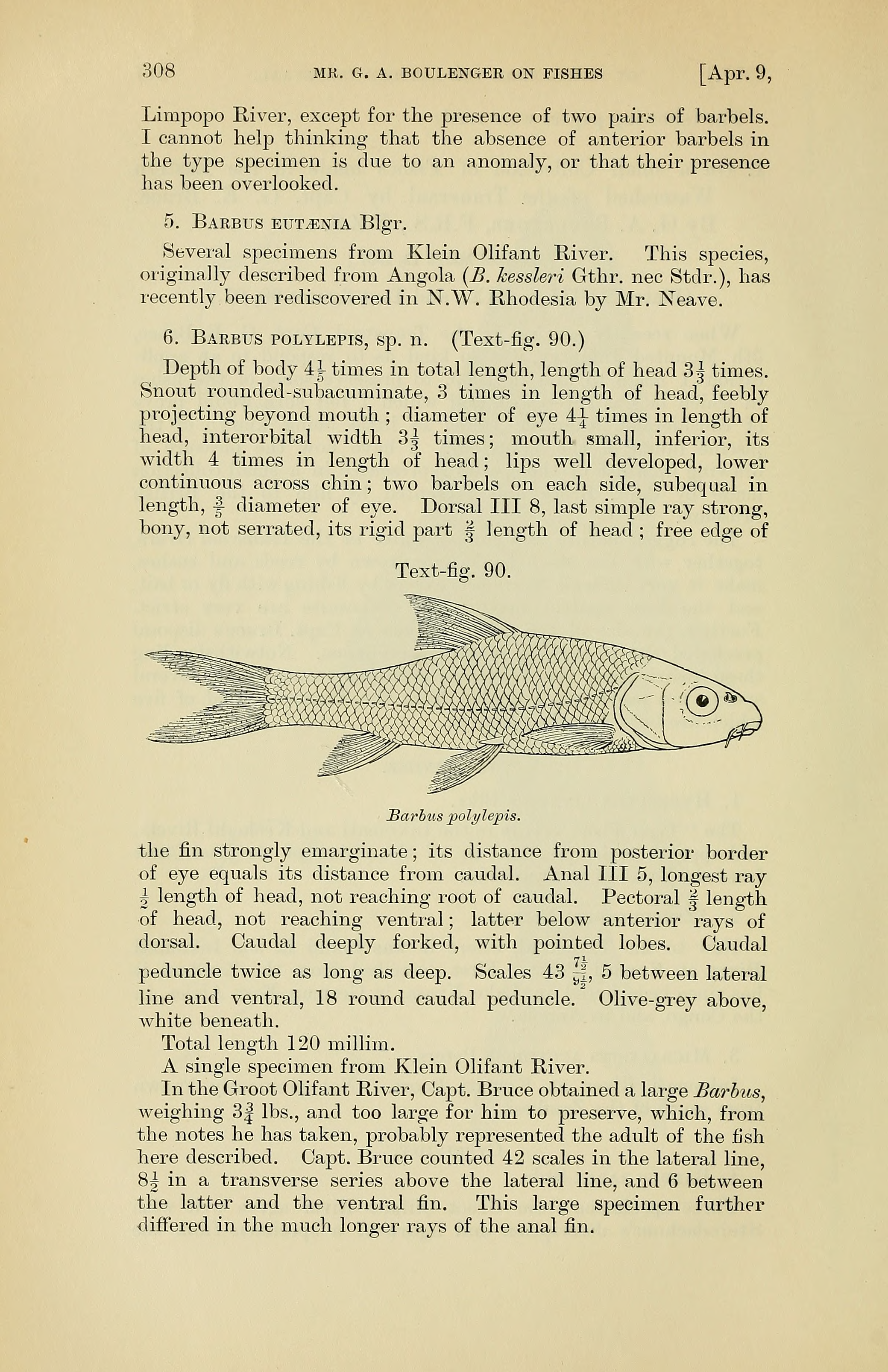
Boulengers Beschreibung der Art L. polylepis

Labeobarbus polylepis, engl. Smallscale Yellowfish, auf Afrikaans auch Kleinskub-Geelvis, zu deutsch „kleinschuppiger Gelbfisch“, ist eine Karpfenfischart, die endemisch nur in Südafrika vorkommt.

## Beschreibung
Die Fischart wird bis 58 Zentimeter lang und bis zu sechs Kilogramm schwer. Das bislang schwerste mit der Angel gefangene Individuum wog 6,18 Kilogramm und stammte aus dem Crocodile River an der Grenze zum Kruger-Nationalpark. Weibchen erreichen größere Körperlängen als Männchen. Das Maul ist unterständig, an jeder Seite befinden sich zwei Barteln.

## Lebensweise
Labeobarbus polylepis ernährt sich hauptsächlich in den Wintermonaten von Algen, das ganze Jahr über von Muscheln, Schnecken, Kleintieren, Krebsen und kleinen Fischen. Die genauen Ernährungsgewohnheiten sind noch wenig erforscht.
Die Laichzeit findet vom Frühjahr bis Sommer statt. Weibchen werden ab einer Länge von 30 Zentimetern geschlechtsreif, Männchen ab 17 Zentimetern.

## Vorkommen
Labeobarbus polylepis tritt in kalten Fließgewässern mit steinigem Grund wie dem Oberlauf des Limpopo, dem Incomati und dem Pongolo in Südafrika, Eswatini und Mosambik auf. Die Spezies bevorzugt kühles, sauerstoffreiches Wasser und lebt in Bergflüssen oberhalb von 600 Metern Höhe. Labeobarbus polylepis lebt in tiefen Pools, Staubecken oder Fließwasserstrecken von nicht-periodischen Flüssen und Bächen mit permanenten Wasserfluss.

## Wirtschaftliche Bedeutung
Labeobarbus polylepis ist ein Speisefisch und Sportfisch für Fliegenfischer.

## Gefährdungssituation
Die Gefährdungssituation ist bei geographisch isolierten Populationen unterschiedlich. Anglerische Besatzmaßnahmen haben zu einer Vermischung und Homogenisierung dieser vormals geographisch voneinander getrennten Populationen geführt. Die Folge war eine Hybridisierung mit anderen Labeobarbus-Arten, wie zum Beispiel Labeobarbus aeneus, welche auch in Aquakulturen gehalten wird. In einigen Flüssen wie dem Mpumalanga ist die Kiemennetzfischerei eine große Bedrohung für den Bestand. Naturschützer fordern den Bau von Fischtreppen beim Bau von Staudämmen. Teilweise dezimieren auch eingeschleppte Arten wie Regenbogenforellen als Laichräuber den Bestand von Labeobarbus polylepis.
Das aktuelle Vorkommen der langlebigen Art Labeobarbus polylepis wird als Indikator für das ökologische Gleichgewicht bestimmter südafrikanischer Flüsse genutzt und eignet sich sehr gut für Langzeitstudien. Untersucht wurde beispielsweise die Schwermetallakkumulation im Gewebe von Labeobarbus polylepis im Zusammenhang mit seinen spezifischen Ernährungsgewohnheiten in den Flüssen Phongola, Assegaai, Elands und Komati.